# Simon Petrov
Pour les articles homonymes, voir Petrov.
Simon Petrov, né en 1976, est un joueur slovène de basket-ball, évoluant au poste d'arrière  (1,92 m).

## Carrière

### Joueur
- 1995-2001 :  Krka Novo Mesto (1er division)
- 2001-2003 :  ASVEL Lyon-Villeurbanne  (Pro A)
- 2003-2004 :  Olimpija Ljubljana (1er division)
- 2004-2005 :  Slovan Ljubljana (1er division)
- 2005 :  AEL Larissa (ESAKE)
- 2005-2006 :  Bandırma BIK (1er division)
- 2006-2006 :  Olympiada Patras (ESAKE)
- 2007 :  Felice Scandone Avellino (Lega A)
- 2007-2008 :  Slovan Ljubljana (1er division)
- 2008-2012 :  Krka Novo Mesto (1er division)

### Entraîneur
- 2012-2013 :  Krka Novo Mesto (1er division)
- 2013-2014 :  Slovan Ljubljana (1er division)
- 2015-2017 :  Krka Novo Mesto (1er division)
- 2017-2019 :  Krka Novo Mesto (1er division)

### Équipe nationale
International slovène.

## Palmarès
- Champion de France en 2002 avec l'ASVEL
- Champion de Slovénie en 2000 avec KK Krka Novo Mesto en 2004 avec Olimpija Ljubljana
- International slovène, a disputé le champion d'Europe en 2003